# Globochthonius
Genre
Globochthonius est un genre de pseudoscorpions de la famille des Chthoniidae.

## Distribution
Les espèces de ce genre se rencontrent en Europe du Sud.

## Liste des espèces
Selon Pseudoscorpions of the World (version 3.0) :
- Globochthonius abnormis (Beier, 1939)
- Globochthonius argirocastronis (Ćurčić, Rađa & Dimitrijević, 2007)
- Globochthonius caligatus (Beier, 1938)
- Globochthonius cavernicola (Beier, 1938)
- Globochthonius cerberus (Beier, 1938)
- Globochthonius globifer (Simon, 1879)
- Globochthonius globimanus (Ćurčič & Rađa, 2011)
- Globochthonius medeonis (Ćurčić, Ćurčić, Ćurčić & Ilić, 2011)
- Globochthonius pancici (Ćurčić, 1972)
- Globochthonius perun (Ćurčić, 1997)
- Globochthonius petroupauli (Ćurčić & Rađa, 2011)
- Globochthonius polychaetus (Hadži, 1937)
- Globochthonius purgo (Ćurčić, Lee & Makarov, 1993)
- Globochthonius simplex (Beier, 1939)
- Globochthonius spelaeophilus (Hadži, 1930)
- Globochthonius vandeli (Dumitresco & Orghidan, 1964)

et décrites ou placées depuis :
- Globochthonius daorsoni (Ćurčič & Rađa, 2014)
- Globochthonius montis (Ćurčič, 2013)
- Globochthonius poeninus (Mahnert, 1979)
- Globochthonius satapliaensis (Schawaller & Dashdamirov, 1988)

## Systématique et taxinomie
Ce genre a été décrit par Beier en 1931 comme un sous-genre de Chthonius. Il a été élevé au rang de genre par Zaragoza en 2017.

## Publication originale
- Beier, 1931 : « Zur Kenntnis der Chthoniiden (Pseudoskorpione). » Zoologischer Anzeiger, vol. 93, p. 49-56.